# アクエリオンロゴス
『アクエリオンロゴス』（AQUARION LOGOS）は、2015年7月より12月まで放送された日本のロボットアニメ。
2005年に放送された『創聖のアクエリオン』、2012年に放送された『アクエリオンEVOL』に次ぐ、「アクエリオン10周年」記念作品である。

## 概要

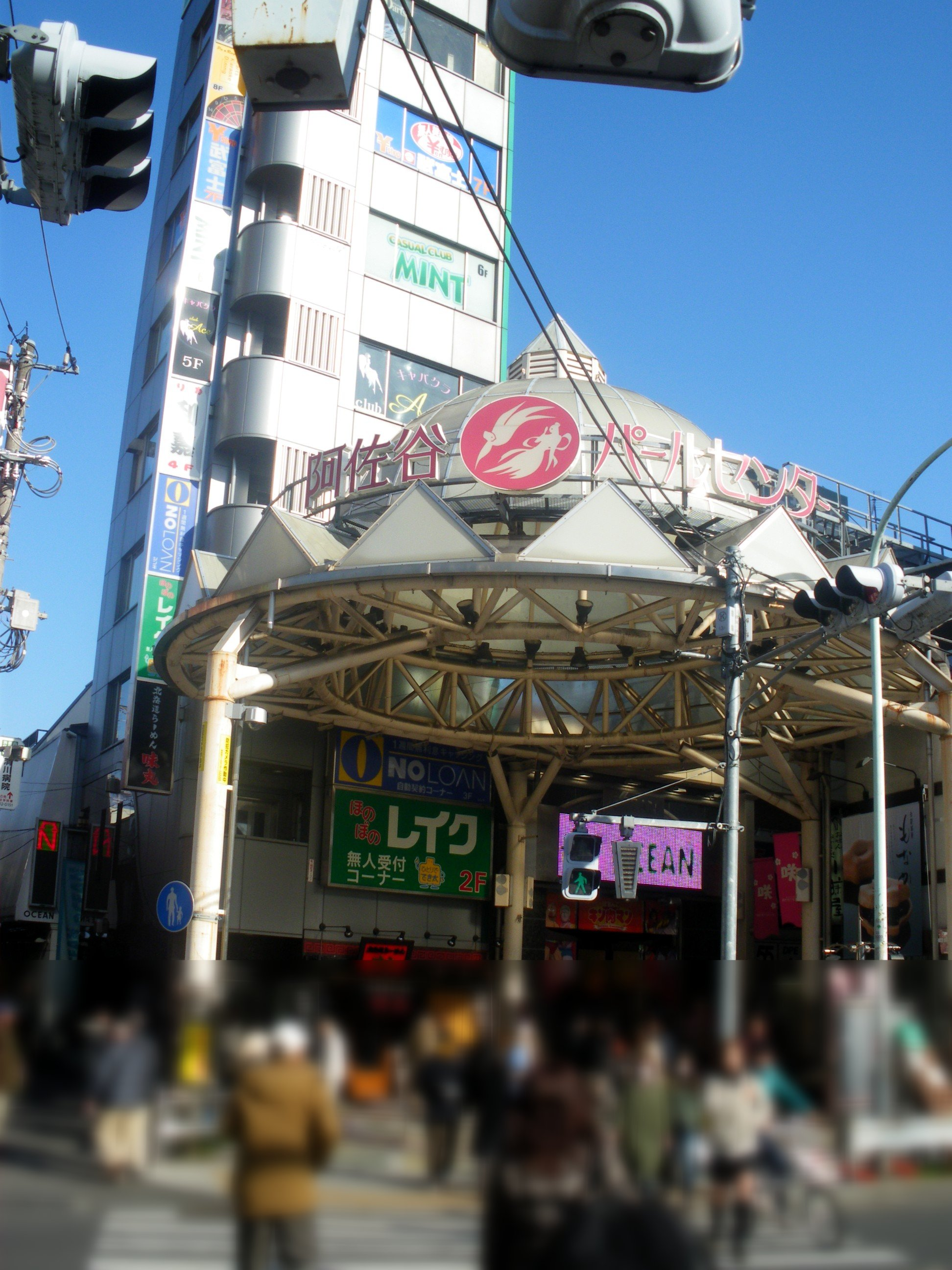
劇中に登場する阿佐谷パールセンター

製作は2015年3月に発表された。初回はアクエリオンシリーズOVA作品『創勢のアクエリオンEVOL』（ディレクターズカット版）を含めた「1時間合体スペシャル」として放送された。
アニメーション制作は過去2作と同じくサテライトが担当する。メインスタッフのうち、シリーズ原作者・河森正治および楽曲担当の菅野よう子は引き続き参加するが、河森以外の製作スタッフはおおむね刷新されており、監督は河森が手がけた『バスカッシュ!』や『ノブナガ・ザ・フール』などでも組んでいた佐藤英一が担当する。河森は自身の関わり方について「企画コンセプトや主人公たちの名前を考える段階までなので、その先は佐藤監督にお任せしています」と述べている。
近未来を舞台にしていた『創聖』、その1万2千年後を舞台にしていた『EVOL』に対し、本作は現代日本に実在する東京都杉並区の阿佐ヶ谷が舞台になっており、阿佐谷パールセンター、阿佐ヶ谷神明宮、阿佐谷七夕まつりなどが実名で登場している。過去2作と本作がストーリー的につながっているかについては、未発表である。阿佐ヶ谷にスタジオを構えるサテライトは、阿佐ヶ谷アニメストリートにあるアニメコラボカフェ「SHIROBACO」をプロデュースしており、作中でもそこをモデルにした店が主人公たちの活動拠点となっている。
本作では文明発展の礎になった「文字（ロゴス）」と、文字に生命を吹き込む「声」の関係がコンセプトになっている。シリーズ名物の合体メカアクションでは、主人公たちの氏名の漢字の偏（へん）と旁（つくり）が相互に合体して新たな意味を成し、それらを特殊な能力をもつ声で発することによって必殺技となるような演出がみられる。

## あらすじ

### 剣嵜 荘厳編
はるか神話の時代、人が生み出した「文字」と「真理」の間のわずかな乖離から発生した異世界「ロゴスワールド」。それは、現代においてはネット社会の急速な発展により絵文字などの「意味を成さない文字」が増加したことで、その領域を急速に拡大させつつあった。
世界的IT企業・ネスタのCEOである剣嵜 荘厳は、軽薄で無意味な文字が蔓延する現代社会を破壊するため、ロゴスワールドの文字をM.J.B.K.（モジバケ）化させて現実世界の文字を侵食し、それに関連付けられた概念そのものを消滅させる計画を企てる。これに対し、荘厳の元秘書である粗朶 桜子はネスタが開発していたロゴスワールド探索用メカ・ベクターマシンを奪取すると、M.J.B.K.による危機を解決するために設立された機関・ディーバの日本支部総司令となり、「声」が生み出す力「創声力」を持つ若者たちを「創声部」に集めて対抗を試みていた。
創声部の一員である少女・綺声神 心音はある日、超然とした雰囲気を漂わせる少年・灰吹 陽と出会う。自らを「救世主」と名乗る陽は、M.J.B.K.の出現に際してディーバ日本支部に乱入し、ベクター壹号機を何の訓練もなしに乗りこなしたうえ、ネスタの月銀 舞亜が搭乗するベクター貳号機をその強大な創声力で奪取し、アクエリオン・煌への合体を果たしてM.J.B.K.を撃破する。この一件をきっかけに創声部にスカウトされた陽はそれを受諾し、荘厳から陽の監視を命ぜられた舞亜もまた創声部へ加入する。陽の独特の感性と行動に空篠 翼人、土聞 努虫、海凪 花嵐ら創声部の面々は戸惑うが、M.J.B.K.との戦いの中でそれぞれが抱える迷いや苦しみに直面するうち、その声で苦難を乗り越える手助けをしてくれる陽を信頼するようになっていく。また、ネスタの徹底した管理教育で外界を知らずに育った舞亜も、陽や創声部の面々との交流を通して考えを改め、荘厳の計画は間違っているのではないかとの思いを強くしていく。
一方、荘厳の息子である剣嵜 総は、幼馴染であり想いを寄せる相手でもある舞亜を取り戻してもらうよう父に掛け合おうとするが相手にされず、街で偶然出会った桜子の叱咤もあって自分だけの力で舞亜を取り戻すことを決意する。ネスタの林 晋太郎によって改造されたベクター零号機をM.J.B.K.に合体させ、一時はアクエリオン煌を追い詰めるが、陽のすべてを救う強い思いの前に敗北する。また、M.J.B.K.に取り込まれて自滅しかけていたところを救出されて情けをかけられた屈辱もあり、陽に対して強い憎しみを抱くようになる。
やがて文字文化を滅ぼすとされる「大いなる文字」の存在を荘厳や総が感じ取る中、陽と舞亜を引き離したいという思いから総自身が生み出したM.J.B.K.「離」は、ベクター零号機と合体して絶大な力を発揮し、ベクター各機の合体を強制解除させて危機に陥れる。自分を庇った翼人が重傷を負ったことに責任を感じた陽は、仲間をあえて突き離して単身出撃するが苦戦を強いられ、舞亜の助力によって救われる。舞亜が発揮した「合」の創声力によって合体を成功させた陽と舞亜は「離」を倒すが、世界に絶望した総によって「離」は大いなる文字たる「無」と化し、文字を喰らい尽くして世界からあらゆる物体の概念を奪っていく。計画の成就を確信した荘厳が姿を現し、世界の要となる「世」の文字を死守する陽と舞亜が苦境に立たされる中、昏睡状態から目覚めた翼人は暗黒に包まれた世界の中で途方に暮れる仲間たちを励まし、再起させる。陽は駆けつけた仲間たちと共に「救世主」となって「無」を倒し、世界の崩壊を防ぐ。「無」の崩壊に巻き込まれて荘厳と総が姿を消す中、陽と舞亜は遅れてディーバ日本支部への帰還を果たし、仲間たちに温かく迎えられるのであった。

### 剣嵜 総編
陽たちが荘厳を倒した後も、M.J.B.Kの出現は続いていた。M.J.B.K「死」の暴走による再生M.J.B.Kの発生に対処すべくロゴスワールドへ向かう陽と舞亜の前に、アクエリオン傷を駆る総が現れる。荘厳の最期の力によってM.J.B.K「無」の崩壊から生還した総は、全てを失った自分にただ一つ残された「陽を倒す」という目的のために己を鍛え上げ、謎の存在ネスタの支援のもと自らを創声の書として扱う術を身につけて戦場に舞い戻ってきたのだった。
己の掲げる「救世主」という題目に理由がないこと、それゆえに自分が常に救う対象と倒すべき敵を求めていることを総に指摘された陽はM.J.B.K「敵」の影響により暴走し、ディーバサイゴン基地に封印されていた禁断の機体ベクター餓号機を目覚めさせる。暴走は舞亜の挺身によって回復し、餓号機は壹号機に代わる陽の新たな乗機となるが、概念を喰らう存在である餓号機は陽の存在さえも喰らい尽くそうとしていた。それに気付いた舞亜は陽を救う術を求めて単身ネスタタワーに潜入するが、そこで総とネスタから自身の正体がロゴスワールドから総が生み出したネスタの複製品であることを知らされる。舞亜は絶望と悲嘆に暮れながらも戦いを終わらせて陽を守るため自らにネスタを憑依させ、陽に自分ごとネスタを殺すよう促す。しかし陽はこれを果たせず、舞亜は総に連れ去られる。総の策略によって特殊部隊に銃撃された努虫が戦死したことも相俟って、陽は完全に自信を失い、その存在も加速度的に周囲から忘れ去られていく。
陽の存在を忘れてもなお彼への思慕を抱き続ける舞亜を見た総は、装置を使ってかつて荘厳によって改竄された舞亜の記憶を蘇らせる。それにより幼少期の自分を救ったのが陽だったことを思い出した舞亜は彼のもとへ帰りたいと願うが、ネスタの代替品としてかつてネスタとその恋人キリュウが操縦していた伝説の機体を再現したアクエリオン語霊に搭乗させられる。一方の陽も己の救世主願望のルーツが「舞亜を救うこと」にあったと思い出し、舞亜を救うために再び立ち上がる。
陽の駆るアクエリオン天と総のアクエリオン語霊が激突する中、ネスタは総の体内から創声の書の力を奪ってM.J.B.K「総」を生み出し、陽をその体内へと吸収させる。ネスタの目的は文字そのものをロゴスワールドごと消滅させ、相互認識を失った人類を破滅へ導くことであった。総の舞亜への「愛」とロゴスワールドに満ちるネスタの「憎しみ」との対消滅によりロゴスワールドが消滅し、すべての文字が認識できなくなる中、舞亜はそれでも餓号機のコクピットに残された陽の名を読もうとする。業を煮やしたネスタは彼女にとどめを刺そうとするが、舞亜に名前を呼ばれたことで復活した陽によって阻まれる。亡き両親の励ましによって再起した総も合流すると、三人はアクエリオン創声語霊を誕生させ、存在を取り戻した人々からの声援を受けてM.J.B.K「総」を撃破するのだった。
こうして世界の危機は去ったかに思われたが、ロゴスワールドが失われたことであらゆる言葉が直接真理の世界から力を引き出せるようになり、世界中で更なる混乱が巻き起こる。事態を収拾するため舞亜は自らが新たなロゴスワールドの礎になろうとするが、舞亜の代わりになろうと相争い合う陽と総に阻まれる。やがて生身での肉弾戦にまで発展した激闘を制したのは陽であったが、舞亜に引き止められた一瞬の隙を突いて総がロゴスワールドの礎となり、消えていく。総が世界も舞亜も救う「救世主」となったことで、陽は己を縛る鎖でもあった「救世主」という言葉から解放され、舞亜と共に新たな人生を歩み出すのであった。

## 登場人物

### 主要人物
灰吹 陽（かいぶき あきら）
声 - 島﨑信長（幼少期 - 半場友恵）
本作の主人公。正体不明の阿佐ヶ谷に住む少年。阿佐ヶ谷北高校普通科2年A組。寡黙な割に性格は直情径行。書道家の義父・興之助の影響で元々文字には造詣があり、達筆。手先が器用で絵なども得意とする。走行中のバイクからキーを抜き取る、手の関節を外して手錠から抜ける、嘘を簡単に見破る、など器用という言葉で片付けられないほどの技術を持つ。状況把握能力は高いが空気が読めているとは言えない。
幼少期より自分が「救世主」になることを決意しており、ネスタによって世界に危機がもたらされた際、心音のマスコットを返しにディーバに訪れ、そこで元凶を目の当たりにした結果、自らを「救世主」と宣言。「ディーバ」が保有する「ベクター壹号機」に乗り込み、強引に舞亜と合体させて敵を撃退した。
以後、その高い「創声力」を認められてディーバに正式加入。「創声部」のメンバーたちと共に「アクエリオン」を使い、世界を救う行動を開始する。発現した創声力は「手」。訓練もスーツもなくいきなりベクターマシンを乗りこなし、誰よりも早く創声力を発現させるなど底知れない能力を見せている。
書道教室の実家に興之助と義母・静と共に暮らしているが、実は荘厳によって総の予備として用意された孤児たちのうちの一人である。
総が零号機と合体して操る『離』のM.J.B.K.の出現の際、自身の独断専行が元で翼人に大怪我を負わせる。そのことに責任を感じ、仲間たちを守るために『離』のM.J.B.K.の影響を利用して仲間たちを突き離し、ベクター壹号機で単身出撃する。ベクター単機ではM.J.B.K.には敵わず苦戦するが、駆けつけた舞亜との合体により撃破、続いて現れた『無』のM.J.B.K.も仲間たちとの協力で打ち倒した。
M.J.B.K.『死』が起こした事件を解決した後、アクエリオン傷と共に現れた総に舞亜と共に立ち向かうが、『救世主は世界の敵が存在しなければ存在意義を失う』と揺さぶりをかけられ、敗北を喫して壹号機を失う。揺らぐ心はM.J.B.K.『敵』発生の原因を生み、暴走する『敵』への執着のまま完全に暴走。歪んだ陽の意識は花蘭と心音までも浸食して陽に敵対し、陽は餓号機を召喚して暴れ回るが、身を挺した舞亜の制止と「たすけて」の声に正気を取り戻してM.J.B.K.を撃破し、仲間たちを救った。
その後餓号機から舞亜を守るべく存在をすり減らした上、舞亜との別離や努虫の死により救世主としての己を見失ったことで周囲から認識されないほど存在が希薄になる。だが失われた過去の記憶を取り戻し、救世主になると決意した理由が幼い日の舞亜との約束であると思い出したことで復活し、舞亜を救うために再び立ち上がる舞亜や総との合体によりネスタを倒した後は不安定となったロゴスワールドを安定させるための犠牲に名乗りをあげる。同じく犠牲となることを名乗り出た総とその犠牲の座を巡って最終決着をつけるべく闘いを繰り広げるが、陽も総もそれまでの憎しみを解消したうえでの闘いに心から満足していた。後に記憶を失った状態で帰還したが舞亜との再会で記憶も取り戻す。肉弾戦にまで及んだ総との戦いは陽の勝利であったが、ロゴスワールド安定のために自ら犠牲となった総には素直に称賛を送っており、陽としては総こそが真の勝者であり救世主であったと認めている。舞亜との再会の後は、これまでの約束や義務といったものではなく、自分の意志により舞亜の救世主となりたいのだと宣言する。
月銀 舞亜（つきがね まいあ）
声 - 佐倉綾音
本作のヒロイン。グローバルIT企業「ネスタ」に所属し、特殊な任務を遂行する少女。「ベクター貳号機」に乗る。
俗世界から隔絶された特殊な環境で生きてきた故に、任務関連は完璧にこなせるが、極度の世間知らず。同僚の総は幼なじみであるが、子供っぽく依存的な面が際立つ彼を異性として意識はしておらず、似た者同士で相容れない。
ネスタからの指令で総と共に出撃するも、そこで遭遇した陽によって強引に合体させられ、共にM.J.B.Kを撃破することになった。ディーバのもとで捕虜扱いとなるが、隙を見て脱出するものの、掃除婦の女性たちに仕事を手伝わされるなど、勘違いから空回りな状況に陥る。しかし、M.J.B.K.の影響で文字世界に苦しめられていると教えられてきた普通の人々の普段の屈託ない笑顔とM.J.B.Kの浸食で彼女たちが病に倒れたのを見た舞亜は、M.J.B.K.の存在が荘厳の理想と矛盾していると悟り、自らの意志で陽に協力してM.J.B.K.を撃破する。しかしその後、ネスタの本部へ帰還しようとしたが、荘厳から「陽の監視」を命令されたため、ひとまずディーバに留まっているが、日々が経つにつれて荘厳の理想に疑問を抱くようになり、時折優しさを見せる陽に惹かれていく。そして『影』のM.J.B.K.に取り込まれた時、陽が救い出してくれたことがきっかけで荘厳と決別する道を選んだ。恋愛には奥手どころか世間知らずで花嵐よりも理解に乏しい。
ディーバ潜入中は荘厳に騙されていたと称して「SHIROBACO」に住み込みウェイトレスとして働いている。阿佐ヶ谷で行われたイベントの準備にきちんと参加しているなど、SHIROBACOに割となじんでいる。
当初はただの監視対象として陽に執着していたが、共に戦っていくうちに思慕の情が芽生えており、総が操る『離』のM.J.B.K.により危機に陥っていた陽を助けるためにベクター貳号機に乗って駆け付け、「私はおまえと合体したい」と告白する。その際に発現した『合』の創声力はM.J.B.K.『離』の力を寄せ付けないほど強力であった。
荘厳を倒した後暫くの間はかつての精神的支柱であった彼を忘れられず、ネスタタワーの周辺を目的もなくうろつくなど荘厳の影を追うような行動が目立ったが、M.J.B.K.『死』の影響で荘厳の霊体と再会した際に改めて別れを告げた。復活した総やM.J.B.Kにも陽と共に立ち向かう。
その正体は幼い日の総がロゴスワールドから生み出したネスタの複製品であり、アクエリオンロゴスの搭乗者となるべき存在である。荘厳の計画に反対するネスタ職員によって世界を滅ぼす存在として殺されかけ、己の存在に絶望したところを陽に救われた過去を持つが、その記憶は荘厳によって改竄されており、自身がネスタの複製品であることは忘れ、陽との出会いは総との交流として記憶していた。
餓号機から己を庇い存在をすり減らしていく陽を救うべく不本意ながら総のもとへ向かうが、総の手引きによって本来の記憶を思い出させられたことで陽と自分の幼少期からの繋がりを知り、陽のもとへ戻りたいと想いを募らせる。
綺声神 心音（きこがみ ここね）
声 - 千菅春香
「ベクター参号機」に乗る、高い歌唱力を持つ少女。もっとも、本人の夢は歌よりも演じることにある。演者志望にしては酷く棒読みで、吃音気味だがそれでもファンには好評だったりする。実家は阿佐ヶ谷の歴史ある神社。
性格は極度の引っ込み思案で恥ずかしがり屋だが、創声部のアイドル的存在でファンが多い。女子メンバーの中では基本的に常識人であるのだが、それが災いしてか、時折振り回されることも。
幼少期に男の子たちの告白を断って何気なく「さよなら」を言った後、偶然その男の子の一人が交通事故で亡くなり、自身のせいで死んだと理不尽に罵られた精神的苦痛から、自分の思いを相手に伝えること、ひいては言葉を発することそのものを酷く恐れていたが、陽との出会いや創声部の活動、M.J.B.K.との戦いを通じて少しずつ声を出せるようになる。
自身が変わる切っ掛けを何度もくれた陽に対して恋心を抱いており、第4話ではそのことが災いしてM.J.B.K.「恋」の影響を受け、陽に迫ったり、強引にアクエリオンと合体しようとした。その後も陽と舞亜の動向について何かと気にしていたが、時が経つにつれ陽が舞亜に対し特別な感情を抱いていると気付く。そのことを第19話で改めて自覚することになり落ち込むが、翼人からのフォローを受け一旦は立ち直る。そして第22話では陽の口から直接「舞亜を救いたい」という本心を聞き、己の恋心に決着をつけた。
最終話では失恋したこともあり留学することを決め周囲にも別れを告げている。

### 世界創声力機構DEAVA
空篠 翼人（くじょう はやと）
声 - 梅原裕一郎
「ベクター伍号機」に乗るクールな青年。上下のフレームがない白く独特の形の眼鏡をかけている。メンバー最年長で議員秘書を務める社会人。常に理性・理論を優先し、筋道を立てた理論でなく意味不明な発言でも周囲を納得させた気にさせる陽とは対照的な性格。
志半ばで逝った父・羽太郎と同じく政治家志望で頭脳明晰で弁も立つが、嘘がつけない正直そのものの性格。また上がり性で人が多くいる場所では演説ができなくなるのが悩みで、人前では声が聞き取りにくいほど小さい。創声部に加わったのもあくまで創声力を高めて政治活動に利用するためだったが、M.J.B.Kの脅威を前にしてその殲滅も重視するようになる。
一見すると高潔な人物のようだが、スクール水着への愛を高らかに宣言する、「詳しくはないが」と前置きをしつつアイドルについて熱く語るなど、案外俗世間の事柄にも造詣が深い。ただ、自分の好む趣味・趣向にも正直で嘘がつけないという不器用な男。プレゼンなどでも正確なデータを駆使し年齢からは想像できないほど博識な演説を行うが、翼人のレベルについてこれない一般の学生などを惹きつけるカリスマ性には欠けるが故に退屈な空気にする場面もあり、中身のない演説を行っている者の方が評価されることも多い。また相手に逃げ場のない事実を言葉としてぶつけることもあるため、容姿端麗な外見にそぐわない中身との落差から相手を落胆させるという問題点もある。
陽と初対面時はベクター壹号機を盗んだだけでなく自分を「救世主」と自称している時点でわけの分からない奴と認識していたが、彼の天才的な才能により数多くのM.J.B.K戦に勝利へと導いたという実績に嫉妬し、周りも陽に頼りっきりという流れに我慢できなくなり、自分なりにあらゆる状況を想定した作戦プランを考えて陽に勝ちたいと考えるようになる。 M.J.B.K「渦」戦では自分が考えた作戦プランにより、花嵐と共に出撃。一時は機体をうまく動かせず苦戦するが、陽に己の思いを吐き出したことで自由に大空を駆けるようになったアクエリオン凱でM.J.B.K.を撃破する。しかし直後に現れた「離」のM.J.B.Kに合体しているベクター零号機の攻撃を受け、強制分離させられた後、無防備となったベクター壹号機を庇ったことで大ケガを負い意識不明となる。その後「無」のM.J.B.K.の攻撃で概念を失っていく世界の中で目覚め、狼狽える仲間たちを励ましてベクターのもとへと導き、共に陽を援護した。
理解の範疇外という陽を嫌っているというスタンスは変わらず、17話で陸号機を花嵐から奪って強制合体した際には空しくも抵抗した。
第18話で参加した大学のディベート大会で己の愚直なまでに正直な本性と向き合い、正しいと思ったことをどこまでも貫く信念を固める。第23話では飾らない真実を素直に語る演説で多くの人の心を動かし、彼らの助力を得ることに成功した。
花蘭からは「お兄ちゃん」と慕われている。
土聞 努虫（どもん つとむ）
声 - 淺井孝行
「ベクター肆号機」に乗る少年。見た目は昭和の不良のようだが、性格は明るくよく回る口を活かし、場の空気を明るくするムードメーカー。軟派な女好きで、女性陣の水着見たさに巨大な創声力を発揮させたこともある健全な若者。（陽や翼人のように）モテる奴は「敵」と考える。
当初お笑い芸人を目標にし、ネット動画を中心に活動していたが、再生数の伸びは壊滅的であった。もっともこれは本当に好きなことでは無く、新進の人気落語家である兄・地ノ助と比べて両親に最初から期待されていなかった（という思い込みの）反動で、古典的な伝統を壊したい衝動に駆られてのことだった。
M.J.B.K『虫』との戦闘中このことを周囲に吐露するが、同時に数少ないファン「遙香」の応援の声が聞こえたことをキッカケに「虹」の創声力を発現。以降は真に成りたい噺家を目指すことにした。兄に対しては心から尊敬しつつも、周囲から期待されない自身と比較して嫉妬交じりの思いを抱いていたが、実は兄こそが道なき道を自分で切り開いている努虫を本気で尊敬していたことを知り兄弟関係も改善した。
第19話で開催されたカップルイベントをきっかけにショウコと交際を始め、少しずつ良好な関係を築きつつあったが、第21話において操られた人々からショウコを守ろうとしたことで銃撃を受ける。手術は成功したものの、絶対安静でなければならない身を押して皆を救うために出撃、重傷を押して創声力を振り絞ったためのその代償として絶命する。ショウコの笑顔を取り戻すために振り絞った創声力は死後も肆号機のコクピットに残り、本来であれば創声力がないはずの彼女に力を与えベクターの操縦を可能にするという奇跡を起こした。
海凪 花嵐（うみなぎ からん）
声 - 小澤亜李
アイドルを目指す“チャイドル ”の少女。金髪のツインテールが特徴。「ベクター陸号機」に乗る。
明るい性格だが、若干ながらマセている。母・蘭子の勧めでアイドル活動の一環としてディーバと契約するが、アイドルというのは母親の元々の夢であり本心は声優を夢見ている。陽にはその本心を早々に見破られた。
M.J.B.K『夢』との戦闘を通して自分の夢と改めて向き合い、母に本心を告白。以降はチャイドルとして活動しつつ創声部の活動にも力を入れ、創声部メンバーの前では本音の自分を見せるようになったが、土聞には厳しい。一方、まだ小学生ゆえに夜勤は禁止されており、合宿に参加できなかった際は駄々をこねていた。共依存にあった母親との関係と向き合ったことで、「人」の創声力を発現させている。翼人にM.J.B.Kによる火災から救われて以来「お兄ちゃん」と呼び慕っている。ツッコミ用のピコピコハンマーが小道具。
粗朶 桜子（そだ さくらこ）
声 - 白石涼子
「ディーバ」の女性総司令。陽をはじめとした「創声力」の高い若者を見出し、世界の危機に立ち向かう。
地震に巻き込まれ、瓦礫の下敷きとなって死の淵に瀕していたところをネット掲示板に書き込んだ救助依頼を見た荘厳に救われたことからネスタで彼の秘書を務めていた。だが、文字文明を滅ぼそうとする荘厳の計画を知って離反し、退職金がわりにベクターマシンを強奪してディーバに提供した。
普段は阿佐谷にある「SHIROBACO」というショップの店長という立場を隠れ蓑にしている。店長を務める際は客へのフレンドリーな対応を理由にアイドルキャラを作って接客しているが、年齢的にかなり厳しいものがある。第17話では「年増」などと罵倒された。
子供たちに戦いを押し付けながら自らはその様を見守ることしかできない己の立場に歯がゆさを覚えており、自分一人では何もできない総を己と重ね合わせて激しく叱責したこともある。また、この戦い自体もかつて文字文化を通して自分を救った荘厳が自ら文字文化を否定することへの憤りと悔しさから始めたものであると考え、自己嫌悪に陥ったこともあった。M.J.B.Kヒトが出現後、一時保護していた。
岩上 ショウコ（いわがみ ショウコ）
声 - 中野さいま
「ディーバ」女性オペレーター兼「創声部」マネージャー。名前の漢字表記は「笑子」。周囲には隠しているが、実は内閣官房長官の娘。
「SHIROBACO」ではウェイトレスとしても活動している。元々は創声力を期待されてディーバにスカウトされたのだが、創声力ゼロの特異体質であることが明らかとなり断念。それでも本人の強い希望によりSHIROBACOでバイトとして採用され、その後オペレーター業務を務めるようになり、ディーバの活動には欠かせない存在となった。また、特異体質は後に「文字の力を吸収する」ものであることが判明し、ディーバの窮地打開のための大きな力となった。
第19話で開催されたカップルイベントをきっかけに、「付き合ってみなければわからない」という理由で努虫と交際を始め親しくなるが、第21話で死別。その後は彼の遺志と創声力を継ぎ、彼が取り戻してくれた「笑顔」を胸に肆号機の新たなエレメントとして戦う。
吉打 ケント（よしだ ケント）
声 - 中林俊史
「ディーバ」副官。「SHIROBACO」ではウェイター役。本来は日本政府の人間だが、現在はディーバに出向している。
恰幅の良い見た目と同じく温厚な性格で、それ故に不慣れな接客業も頑張ってこなしている。事態を深刻に受け止めがちな桜子のフォローによく回っており、関係は良好。
「従」の文字の力で引き起こされたディーバ襲撃事件の際は脅され襲撃メンバーに加わるが、実際には裏切ったわけではなく襲撃メンバーに加わることにより桜子にわざとヒントを与えて逆転のチャンスを狙っていた。

### ネスタ
剣嵜 荘厳（けんざき そうごん）
声 - 中田譲治（壮年期 - 楠大典）
「ネスタ」CEOである壮年男性。総の父親でもある。かつては言語学者だった。
任意の文字に対して「M.J.B.K化ウィルス」のアンプルを打ち込むことで強制的にM.J.B.Kを出現させ、文字文明の破壊を目論む。
かつては真央と共にネスタを立ち上げ、インターネットによる人同士の密接なコミュニケーションを通して言葉が現実となる「真理の世界」の現出を目指していたが、遺跡発掘のため日本を離れている間に真央がネットやメディアを通した誹謗中傷により追い詰められ事故死したことをきっかけに世界に蔓延する無意味な文字に嫌悪感を抱き、文字文明の破壊を決意した。
ディーバの司令である桜子とは因縁があり、彼女によって5機のベクターマシンを奪われている。それゆえに、ディーバ側からその存在を知られているものの、荘厳のみを倒してもM.J.B.K.が暴走するだけで、結局はディーバの負けになるために、手出しができずにいた。また「創声の書」を擁する荘厳自身の戦闘力も極めて高く、武力による制圧が難しいという事情もある。
総の絶望により覚醒した『大いなる文字』こと『無』のM.J.B.K.の前に苦戦する陽と舞亜の前に現れ勝ち誇るが、仲間たちと共に『無』のM.J.B.K.を打ち破った陽に「人と繋がれない己の弱さを文字のせいにしているだけ」と一喝され鉄拳を浴びる。その後崩壊する『無』の破片に押し潰されたことにより致命傷を負い、最期は陽に関する何らかの事実を思い出しながら瓦礫の中に消えていった（陽たちを上回る戦闘力ももちながらも致命傷を負ったのは限界まで追い込まれないと力を発揮できない総を覚醒させるためであった）。
後に死の間際に総を助けていたこと、また彼を選ばれし者として計画のために利用するか、真央の願い通り自由な人生を送らせるか迷い続けていたことが明らかになった。実は総の誕生日がくる度に総宛ての手紙を書いていたものの渡す勇気を出せず、苦悩の果てに真央の墓に納めていた。心の底では総もきちんと愛したいと思っていたものの、真央を失った喪失感と真央を奪った文字文明の破壊への執着によりそれができなかったことも後に明らかになる。
剣嵜 総（けんざき すべて）
声 - 安達勇人（少年期 - 村中知 / 幼年期 - 川端しおり）
「ネスタ」で舞亜と同じセクションに所属する青年。「ベクター零号機」に乗る。
生まれた直後に生母が亡くなり、天涯孤独の身の上となったところを「創声力に選ばれし者」を求めていた荘厳に引き取られた養子。名前は「生まれながらにして全てを失ったが、これから全てを手に入れていく」という真央の願いにより名付けられた。
優れた才能を持つが、肝心なところでポカをやらかす傾向があるのに本人は自分を「創声力に選ばれし者」という特別な存在であると頑なに信じており、目的のためならば他人を犠牲にしても気にしない。また大人びた容姿の反面、コックピット内でチョコレート菓子を食べる、嘘話を本気で信じるなど、幼稚な面も目立つ。
父である荘厳の期待に応えるべく幼い頃から努力してきたがうまくいかず、現在もまるで認められていない。そんな自分をかつて肯定してくれた舞亜に対して強い好意を抱いているが、情熱的なアプローチにもかかわらずいつも空回りしている。
ベクター零号機が修理中で出撃できない中、行方不明の舞亜を探していたところ偶然桜子と再会。強くなることから逃げ、父に頼りながら信じることの強さを説くその言動に矛盾があると桜子に怒鳴られたことで、自分から舞亜を救うことを決意する。改修を終えた零号機でM.J.B.Kと合体し、舞亜を奪った陽に戦いを挑み追い詰めるが、アクエリオン罪により敗北。M.J.B.Kの影響で自分を見失いかけていたところを助けられるという情けまで受け、陽を過剰なまでに敵視するようになる。
自ら生み出した『離』のM.J.B.Kに零号機を合体させ、陽と決着をつけようと行動を起こす。『離』のM.J.B.Kの力を利用し、各アクエリオンの合体を強制分離させる力を発揮。単身向かってきた壱号機ごと陽を押し潰そうとしていたが、弐号機で駆けつけてきた舞亜の言葉に動揺し敗北、世界への絶望から『無』のM.J.B.K.を目覚めさせる。『無』のM.J.B.K.が敗北した後は舞亜への想いを当の舞亜自身に「鏡に映った自分を愛でる代わりに似た者同士の私を求めていただけ」と一蹴され、荘厳と共に瓦礫の中に消えた。
しかし実は荘厳の創声力によって命を救われており、林の助けにより亡き父の真意を知り、全てを失った己に唯一残った『敵』である陽を倒すために戦場へと舞い戻る。アクエリオン傷でM.J.B.K.「死」の影響で復活したM.J.B.Kたちを一掃後、陽と舞亜の乗るアクエリオン煌と対峙し、これを撃破。以降もM.J.B.K.を差し向ける。ネスタに戻った後はネスタを乗っ取った者たちを追い出しネスタを名実共に総のものとする。その後も創声力で政府関係者を操るなどの策で陽たちを追い詰めていく。
生還した後は性格や口調が冷静で挑発的なものに変化しており、現代のキリュウたる自らを創声の書として扱う術を身に着けている。また髪型が逆立ち、見た目の印象も大きく変化している。舞亜に対する態度も冷淡になり、彼女を「人形」と蔑むが、その実彼女への情を捨てきれていないことをネスタに指摘されている。変化した後も晋太郎だけには好意的に接しており、ネスタを取り戻すことができたのも晋太郎のお膳立てによるものと素直に感謝の言葉を述べている。
限界を超えて力を使い続けた末に斃れるものの、既に無き荘厳と真央と再会、二人から叱咤激励され再び立ち上がる。陽と舞亜と共に合体しネスタとの決着をつける。不安定化したロゴスワールドを安定させるためロゴスワールドそのものになる犠牲の立場になることをそれぞれが名乗りあげたため、勝った者が犠牲になるという約束の下、陽と再び決着をつけるべく激戦を繰り広げた（最終的には記憶を失った陽が戻ってきたことから勝負には総が勝利したとされている）。
林 晋太郎（はやし しんたろう）
声 - 近藤孝行
ネスタ創声力研究所所長。「ベクターマシン」や「M.J.B.K」ウィルスなどを開発するなど、高いスキルを持っている。
根っからの技術馬鹿であり、本人自身には特段の理念は無く、ネスタにいるのも荘厳とは古くからの付き合いがあり、自分の技術を探求する環境として都合がいいので所属している程度のものでしかない。愛読書は「方丈記」。
一方的に総を突き放す荘厳とは異なり彼を心配する素振りを見せており、負傷した彼を見舞う、それとなく危うさを指摘するなど細かくフォローを入れている。
荘厳の死後ロゴスワールドから帰還した総を保護し、真央の墓前に添えられた荘厳の手紙を見せその真意を伝える手助けをした。
林 真央（はやし まお）
声 - 井上麻里奈
ネスタ設立当初社長を務めていた女性で、林の妹。故人。
荘厳と共にネスタを立ち上げ、彼の「真理の世界」の現出という目標にも賛同していたが、密接なコミュニケーションの加速と共に「創声力に選ばれし者」が必要不可欠であるという彼の意見には反対しており、焦らずともインターネットの発展に応じて自然と「真理の世界」は現れると考えていた。また荘厳とは親しくほぼ内縁関係にあったが、前述のすれ違いもあって籍は入れておらず、後に天涯孤独の総が「選ばれし者」として荘厳の養子に迎えられた際も、彼には運命に縛られず自由に生きてほしいと願いながら育てていた。
荘厳と晋太郎が海外で遺跡発掘に携わる間ネスタの経営と総の養育を任されるが、ネスタの急成長に目をつけた国からインターネット国営化の打診（という名目の乗っ取り）を断ったことから謂れなきバッシングに遭う。精神的に追い詰められながらも荘厳へのメールでは気丈に振る舞っていたが、ある時記者の車を振り切ろうとして運転を誤り事故死する。彼女の死は荘厳を絶望させ、文字文明の破壊へと舵を切らせることとなった。
ネスタ
声 - 清水理沙
会社としてのネスタと同じ名前を持つ謎の女性。その姿は現時点では総と舞亜にしか見えず、気まぐれに現れる。
その正体は1万2千年前の文字戦争の際にアクエリオンロゴスを駆り戦った搭乗者のうちの一人で、現在は魂のみの存在となっている。
荘厳に救われ生還した後の総と接触し、彼を時の凍った空間へ送り込んで短期間のうちに創声の書の力を引き出す手助けをした。その後も彼に付き従い、彼と共に文字文明の破壊のため暗躍する。
普段は余裕ぶった態度を崩さないが、自らの複製品である舞亜を言葉で責め苛み身体を乗っ取る、戯れに街に使い（殺戮の天使）を放って虐殺を行うなどその本性は苛烈にして残虐である。また、かつて己を滅ぼした文字文明への憎しみも非常に深い。こうなったのは1万2000年前、種族を越えて愛した恋人から貰った手紙が読めず、文字の種族に聞いたところ嘘を教えられたためである。恋人に裏切られたと思い込み、舞亜が陽と心を通わせていく姿に嫉妬していた。

### 創声部の親族
灰吹 興之助（かいぶき こうのすけ）
声 - 辻親八
陽の義父。家で書道教室を開き、近所の子どもたちに教えている。
記憶を改竄された後の陽を引き取り、理由もなく救世主になりたいと願う彼に「既に自分は救世主なのだと言い聞かせろ」とアドバイスをし、その後の彼の行動に大きな影響を及ぼした。
灰吹 静（かいぶき しずか）
声 - 蓬萊照子
陽の義母。たまたま家に来た舞亜へ、幼い頃から陽が救世主であることを自覚していたと語る。
海凪 蘭子（うみなぎ らんこ）
声 - 玉川砂記子
花嵐の母親。かつてはアイドルを夢見ていたが挫折。その夢を娘に託していた。今は声優になりたいという花嵐の真なる夢を「彼女なりに」応援し、かなえてやろうと各方面へのアプローチに日々余念が無い。夫は外資系企業で海外勤務中。
土聞 地ノ助（どもん ちのすけ）
声 - 駒谷昌男
努虫の兄。落語家。子供の頃から「天才」の誉れも高く、努虫にとっては自慢の兄であるが、同時に自身のコンプレックスの根源にもなっていた。

### 政治家・議員
波多野 伸二（はたの しんじ）
声 - 佐藤健輔
若手随一フォロワーを持つ改革党公認若手都議員。翼人の後見人。花嵐の母親が宣伝にと花嵐を売り込んだ。赤坂を告発していた。37歳。
赤坂 義則（あかさか よしのり）
声 - 堀越富三郎
元閣僚。復興資金横領の疑いで政治資金規正法違反で強制起訴されていたが不起訴処分となる。60歳。
小早川 正次（こばやかわ まさつぐ）
声 - 加藤ルイ
新進気鋭の若手議員。大学のディベート大会に特別ゲストとして招かれ、絆や平等など抽象的な希望を語る明朗な演説で聴衆の心を掴むが、嘘偽りを許せない翼人の反論を浴びる。第22話では「嘘も使いよう」と嘯きつつ、警察に確保された翼人と花嵐を強引な手段で助け出した。

### その他の人物
遙香（はるか）
声 - 真山亜子（空想の声 - 宇山玲加）
動画サイトにアップしていた努虫のコントに高評価のコメントを書き込んでいた数少ないファン。努虫は勝手に若い女の子だと思い込み、かわいい声でコメントを脳内再生していたが実際はおばあちゃんだった。コメントには常に「報復絶倒」と書かれている。後に噺家を目指す決意を固めた努虫に呼び出され、初めて彼と対面することとなった。
天箱舟（てぃのあ）
声 - 潘めぐみ
花嵐のクラスメイトの女の子。嘘や間違いをそのままにしておけない正直な性格ゆえに周囲から疎んじられているが、自身はそれを意にも介さない芯の強い性格。
ヒト
声 - くまいもとこ
荘厳との戦いから一カ月後、桜子の前に現れた人型のM.J.B.K。最初に見たのが彼女であったためか桜子に懐く。
言葉はしゃべれないが文字は読める。その本質は名付け親の陽曰く「文字そのもの」であり、悪意の篭った文字からはその悪意までも感じ取ってそのまま表出させる。
幼稚園児を狙った爆弾テロの際、犯行声明の文面から犯人が桜子の隣人・大塚聖司（おおつか せいじ、声 - 羽多野渉）であることを看破。ネットの情報を用いて爆弾を発見するが、爆発による火災に巻き込まれた桜子を追って炎の中に飛び込み、桜子を救った後絶命する。息絶える際には桜子へ感謝を伝える言葉を発した。
キリュウ
声 - 保村真
ネスタの恋人。アクエリオンロゴスのパイロット。物語としては過去の人物。文字の種族であり、敵対する種族のネスタを愛し、二つの種族の戦いを終わらせるために彼女と一緒にアクエリオンロゴスに乗った。最終的に真理の種族に捕まり、処刑される。

## 登場メカニック
本作では「アクエリオン」を構成する「ベクターマシン」が各操縦者ごとに用意されており、物理的な合体の組み合わせで様々な用途に対応できるように設計されている（幾人かのパイロットが機体を瞬時に交換または昇降する描写が見られる）。

### ベクターマシン
「ロゴスワールド」を探索するためのビークルマシン。動力源である「創声力」を最大限に発揮するために、各機はすべて異なるデザインになっている。もともとは「ネスタ」が開発したものだったが、ある理由から零号機と貳号機以外の全てが「ディーバ」に強奪、運用され、貳号機も事実上鹵獲されてディーバが運用している。
第13話では搭乗者それぞれの名前に秘められていた文字の力を覚醒させたことで、壹 - 陸号全機による合体攻撃技「天空永龍王音」（アクエリオン）を繰り出した。
ベクター壹号機
陽が使用する赤いベクターマシン（陽が乗る前は心音が乗っていた）。用途の広い多目的タイプ。矢印のような一種のデルタ翼機で直進性の高いデザイン。アクエリオン「煌」に合体した際には上半身に、アクエリオン「凛」と「罪」は下半身に変形する。アクエリオン「鳳凰」の3体合体時は尾に変形。
陽は個人的に「救世号」と呼んでいる（元来は創声部メンバーが雑談中「ベクター」以外の名称は有りかという話題になった際、わざわざ揮毫して命名したのだが、心音以外には即座に却下された）。
第17話でアクエリオン傷により大破、以降陽が餓号機に乗り換えたため登場していない。
ベクター貳号機
舞亜が使用する紫のベクターマシン。パワーに優れ制空を得意とする。二つの機首と後部に円盤状の尾翼を持つ双胴機で、アクエリオン「煌」と「罰」と「飛天」に合体した際には脚部に、アクエリオン「罪」では上半身に、アクエリオン「裂傷」と「語霊」ではバックパックに変形する。
ベクター參号機
心音が使用する白いベクターマシン。かく乱・後方支援型。リーサ型の機体は通常は輪の形をしており、アクエリオン「聖」に合体した際には脚部に変形する。アクエリオン「飛天」の3体合体時は、「煌」の胸部に合体と同時に、そのまま弓型武器となり、「天」に合体した際は下半身脚部の前足を構成する。
ベクター肆号機
努虫が使用する黄色いベクターマシン。一撃離脱の強行型。通常は矢尻のような平たく尖った形で同様に細い主翼を持つ全翼機(リフトオフタイプ)。アクエリオン「迅」に合体した際には脚部に、アクエリオン「鳳凰」の合体時は頭部と胸部に、アクエリオン「天」の合体時は下半身前胴体に変形する。
読み方は「しごうき」だが、努虫はこれを不吉であるとして嫌っている。
ベクター伍号機
翼人が使用する青いベクターマシン。一番の俊敏さを持つ高速機動型。翼を大きく広げた、飛行機らしいデザイン。アクエリオン「迅」と「凱」に合体した際には上半身に、アクエリオン「鳳凰」の合体時は両翼に、アクエリオン「天」の合体時は下半身後ろ脚部に変形する。
ベクター陸号機
花嵐が使用するベクターマシン。索敵行動に優れた邀撃型。貳号機同様双機首デザインの半双胴機で機体が全体的に丸みを帯びている。アクエリオン「凛」に合体した際には上半身に変形し、アクエリオン「凱」に合体の時は脚部に、アクエリオン「天」の合体時は下半身後ろ胴体に変形する。
第17話では、陽が無断出撃時に搭乗。
陸号機のみ、3体合体に加わっていない機体。
読み方は「りくごうき」。
ベクター零号機
総が使用する黒いベクターマシン。アクエリオン「罰」「傷」「裂傷」「語霊」に合体した際には上半身に変形する。見た目は少し伍号機に似ているが、後退翼を持つが全体的に刺々しいデザインとなっている。
物語初期の戦闘時に故障するが、後に改良され各部に赤く鋭い刃が付与された新たな姿となり、M.J.B.Kと合体する機能が追加される。「炎」のM.J.B.K.とは内部に格納される形で、「離」のM.J.B.Kとは零号機が上半身、「離」が下半身を受け持つ形で合体した。
最終話では、総が消えたことで乗り手を失い、ディーバ基地に回収されている。
強攻型ベクタードローンα
アクエリオン傷の下半身に変形するベクターマシン。無人機。別名は『ベクター漆号機』。
飛行形態で飛んでいるシーンはあまりない。
強攻型ベクタードローンβ
アクエリオン語霊の下半身に変形するベクターマシン。無人機。別名は『ベクター捌号機』。
ベクター餓号機
声 - 大友龍三郎
陽の新たな乗機。壹号機と同型だが機体色は朱色で、各部に黒いラインが走っており見た目の印象は異なる。
他の機体とは異なり文字文明の遺跡から発掘された残骸を修復したものであり、周辺に記されていた文字から『神話の破壊者』とも称される。本来は文字戦争の際にアクエリオンロゴスを破壊するために作られた存在であり、今でもその使命は消えずに残っている。
これまで一度も起動したことはなく研究に携わった者やテストパイロットはみな失踪、表面洗浄に携わっただけの者までも認識障害に陥ったといわれる曰くつきの機体であり、ディーバサイゴン基地で厳密に保管されていた。
M.J.B.K.『敵』との戦いの際、囚われた翼人・努虫両名の救出のためやむなくサイゴン基地から搬送されることになったが、ロゴスの石碑を通じて餓号機と共鳴した陽が搬送を待たずしてその場に呼び寄せ、そのまま乗り込んで出撃した。
アクエリオンロゴスの搭乗者・ネスタの複製品である舞亜を喰らおうとしているが、陽が代わりに身を捧げることにより防がれている。
読み方は「がごうき」。

### アクエリオン
本作のアクエリオンは人間型だけではなく、中には虫や動物のような姿になる場合もある。また序盤ではシリーズ伝統の三機のベクターマシンによる「合体」ではなく、二機の合体による。第4話から三機合体が解放される。逆に四機や五機で合体する可能性も示した。
合体時は合体するベクターの乗員のうち1人が「創声合体、◯◯！」と発声した後、合体するメンバーが全員で「アクエリオン！」と叫ぶ。なお、変形時にはその動作に対応する文字が変形箇所に出現する（閉じたパーツが開く動作なら閉じていた箇所に「開」の字がある）。作中では、主に各人の持つ創声力や名前をベースに、M.J.B.Kのそれも含めた文字の分解・組み合わせによって特殊能力を発揮する。

#### 二機合体
基本的な合体形態。
アクエリオン・煌（アクエリオンこう）
ベクター壹号機が上半身、ベクター貳号機が下半身として合体した姿。合体時の発声は陽による「叫べ！」。
数あるアクエリオン形態の中で最も安定した性能を持つ。
灰吹「陽」のこざとへんと月「銀」舞亜のつくりを合わせて「限」、「舞」を変形させて「無」、最後に「巻」のM.J.B.Kから奪い取った文字に陽の創声力「手」を組み合わせて「拳」とし、合わせて「無限拳」を発現させた。従来と違い、読み方は「むげんけん」で、距離ではなく数が無限となっている。奪った「巻」の文字がその後どういう扱いになったのかは再使用されていないので不明。
第2話では、灰吹「陽」の日の部分と「月」銀舞亜を合わせて「明」の創声力を発動。両手から発せられる光によって、「病」のM.J.B.Kを撃退している。
シリーズ伝統の「無限拳」はこの形態で発動した。
アクエリオン・罰（アクエリオンばつ）
ベクター零号機が上半身、ベクター貳号機が下半身として合体した姿。
M.J.B.Kの防衛・観測を主任務とする一方、対アクエリオン戦をも想定した形態にもなっている。
第1話で陽の創声力により合体を強制解除させられて以来登場していない。
アクエリオン・凛（アクエリオンりん）
ベクター陸号機が上半身、ベクター壹号機（もしくはベクター餓号機）が下半身として合体した形態。合体時の発声は陽による「咲き誇れ！」。
優雅な姿の中にも「凛」とした強さをイメージさせる。
第3話における初戦闘時には各部装甲が閉じた姿になっていたが、花嵐の心の解放に呼応するように装甲が開き、華やかな踊り子を思わせる姿に変形した。発動した創声力は「人」と「夢」が合わさった「儚」である。
アクエリオン・迅（アクエリオンじん）
ベクター伍号機が上半身、ベクター肆号機が下半身として合体した姿。合体時の発声は翼人による「駆けろ！」。
「迅」の名の通り、素早さを重視した高速戦闘・哨戒を得意とする。
他のアクエリオンに比べ創声力を使う機会が少なく、ウィングブーメランでM.J.B.Kと戦うことが多い。
第1話ではアクエリオン罰の妨害と「巻」のM.J.B.Kの拘束により合体不能に陥ったが、第4話のM.J.B.K「恋」戦で初合体を果たす。第8話では努虫の機転によって落語を披露した。
アクエリオン・聖（アクエリオンせい）
ベクター壹号機が上半身、ベクター参号機が下半身として合体した、ウサギのような見た目のアクエリオン。合体時の発声は心音による「届け！」。
ウサミミのような「アクティブソナー」を持ち、心音が使うことで夢幻の能力を発揮させる。
第10話で、心音が抱えているトラウマを克服したことにより合体に成功。心音が歌を歌うことで『音』のM.J.B.K.の力を中和し、『言』の創声力によりM.J.B.K.を撃退した。
アクエリオン・罪（アクエリオンざい）
ベクター貳号機が上半身、ベクター壹号機が下半身として合体した姿。合体時の発声は陽と舞亜による「舞え！」。
助けを求める声を聞き立ち上がろうとする陽の思いと、自分がやってきた罪悪感を感じる舞亜の思いが1つとなり、炎の中で合体に成功する。
必殺技は扇子のような武器で舞いながら文字の浸食を打ち消す陽焱舞（陽炎の舞）。
アクエリオン・龍（アクエリオンりゅう）
ベクター伍号機が上半身（頭、胸、翅）、ベクター肆号機が腹として合体した姿。合体時の発声は土聞努虫による「貫け！」。
努虫が自身の名前の中にある「虫」の文字に秘められていた「龍」の力を覚醒させたことで誕生した、「迅」をも凌駕する超・高速形態。
アクエリオン・凱（アクエリオンがい）
伍号機が上半身、ベクター陸号機が下半身として合体したグリフォンのような姿。合体時の発声は空篠翼人による「飛べ！」。翼を変形することで天をかけるように飛行が可能。必殺技は自身が駒のように回転し翼で切り裂く風凪ノ翼（かぜなぎのつばさ）。
第17話では、翼人と陸号機に無断で搭乗した陽と合体。しかし『敵』のM.J.B.Kの影響によりコックピット内でお互いいがみ合うことになる。
アクエリオン・傷（アクエリオンしょう）
ベクター零号機が上半身、強攻型ベクタードローンαが下半身として合体した姿。
強攻型ベクタードローンαが無人機のため1人乗りだが、総の強大な創声力によって様々な文字の力を発揮することができる。
フェイスパーツには総の負った心の傷が具現化した傷が刻まれ、腰部分に『07』という文字がある。
必殺技は陽と舞亜の名前を奪って己の名前と組み合わせて放つ無限総灰剣（スベテヲカイジンニキス）。
アクエリオン・燦（アクエリオンさん）
ベクター餓号機が上半身、ベクター貳号機が下半身として合体した姿。
合体パターンはアクエリオン煌と同様のものだが、『神話の破壊者』たるベクター餓号機を上半身に据えたことで1万2千年前の大いなる力を得ている。必殺技は陽の救世主への決意と覚悟が生んだ救世無限拳（おわりなききゅうせいのこぶし）。
当初は陽が我を失っていたため暴走し、M.J.B.K.のように胸部から文字を喰らっていたが、陽が正気に戻ったことで回復した。
26話ではアクエリオンロゴスから分離した無人の貳号機と合体し、総が操るアクエリオン傷と戦う。

#### 三機合体
第4話以降は、それまでは不可能だとされていた三機合体も行うようになる。従来のアクエリオン同様にトライアングル陣形を組み、以降の合体シークエンスは二機合体と同様。
二機合体に比べると創声力による必殺技が飛躍的にパワーアップするが、同時に創声力の消耗も激しくなるため、多用すると搭乗者に悪影響をもたらす欠点がある。
悪エリオン（あくエリオン）
「恋」のM.J.B.Kの影響を受けた心音のベクター參号機がアクエリオン煌に強引に合体した姿。參号機が煌の上半身を挟むように合体した。
アクエリオン煌はクレーンゲームでつかまれた景品よろしく力なく垂れ下がり、參号機に振り回される形で移動する。また、煌のパイロット二人のコントロールを無視して上半身の操縦も可能。
なお、この名称は「心」音の、よく陽と一緒に出撃する舞「亜」への嫉妬によって「悪」の字が形成されたことによる。
アクエリオン・飛天（アクエリオンエンジェル）
アクエリオン煌（ベクター壹号機、ベクター貳号機）の胸にベクター參号機が合体し、作中で初めて（正規に）成功した三機合体形態。合体時の発声は陽による「輝け！」。
合体時には煌の頭部がツインアイからモノアイに変化する。
必殺技は弓状に変形した參号機を両腕部先端に装着して放つ月陽恋歌（ムーンライトキャノン）。
アクエリオン・鳳凰（アクエリオンフェニックス）
ベクター肆号機が頭部と胴体、ベクター伍号機が両翼、ベクター壹号機（もしくはベクター餓号機）が尾へと三機合体した「情熱の不死鳥」形態。合体時の発声は努虫による「轟け！」。
必殺技は、首と両翼と尾を前面に出し紅蓮の炎を放つ男火魂（熱き男の血潮）。
アクエリオン・裂傷（アクエリオンれっしょう）
ベクター零号機が頭部と胴体、ベクター貳号機がバックパック、ベクタードローンαは下半身を構成し3体合体した形態。合体時の発声は総による「刻め!」。
背中からマントらしき黒いオーラを発し、その姿はまさに『黒騎士』を思わせる姿をしている。

#### 四機合体
アクエリオン・語霊（アクエリオンロゴス）
ベクター零号機が頭部と胴体、ベクター貳号機がバックパック、ベクタードローンα、ベクタードローンβは下半身を構成し4体合体した形態 合体時の発声は総による「讃えよ！」。
文字戦争で運用された伝説のアクエリオンロゴスを現代の技術で復元させようとした機体。下半身を構成するベクタードローンα、ベクタードローンβは、人型形態と戦車（チャリオット）形態に状況に応じて変形する。
舞亜は貳号機に無理やり乗せられている形であるため、動かしているのは総のみ。
26話では必殺技 総月剣（ムーンソードマルチリバース）で陽が操るアクエリオン天（ディーバ）の必殺技 陽拳（サンゴットノヴァ）と相打ちとなる。

#### 五機合体
アクエリオン・天（アクエリオンディーバ）
ベクター餓号機が上半身、ベクター參号機、肆号機、伍号機、陸号機が下半身を構成し5体合体した形態。合体時の発声は陽による「救え！」。その形状はケンタウロスを彷彿とさせ、かつてアクエリオンロゴスを封印した巨兵に酷似しているという。使用武器は槍。
だが、陽以外の乗員はベクターコックピットのまま残されていて、事実上動かしていたのは陽ただ1人。陽が自分を含めた５人の名前を掛け合わせ、『電光石火』という必殺技を披露。『雷』M.J.B.K.を右手に持つ槍で一突きする。
24話、25話では、自動操縦で動くベクター參号機、肆号機、伍号機、陸号機と陽の乗るベクター餓号機と合体し、総が操るアクエリオン語霊（ロゴス）と対決する。
26話では、総との決戦の際、必殺技 陽拳(サンゴットノヴァ)でアクエリオン語霊(ロゴス)の必殺技 総月剣(ムーンソードマルチリバース)と相打ちになり、餓号機以外のベクターマシンは全て大破する。
アクエリオン・創声語霊（ロゴスジェネシス）
25話でアクエリオン語霊に餓号機が融合し黄金色に輝く姿となった形態。合体時の発声は「究極創声!」。3人の創世力を合わせ、無限の剣を生み出す技 無限剣（むげんけん）と陽、総、舞亜の文字で生み出した必殺技 無総陽月剣（ユニバースブレード）でM.J.B.K.『総』を撃退。
現実世界でも遺憾なく戦い、その勇士はネットの動画などを通じてすべての人の目に入っている。

## 用語集

### ディーバ&ネスタ関連
ディーバ（DEAVA）
正式名称「世界創声力機構 DEAVA」。“ DEAVA ”とは英称“ Division of EArth Verbalism Ability ”の略。
ロゴスワールドと人類世界の接触に端を発した危機を解決することを目的として設立された国際規模の機関。物語は日本の阿佐ヶ谷にある「ディーバ日本支部」を中心として展開する。
本作の設定では、阿佐ヶ谷は数多くの歴史的文豪たちが日々を過ごした影響で「創声力」が豊富であり、後述する「M.J.B.K」の影響を受けにくい地の利があることから、ディーバが日本の拠点としている。
SHIROBACO（シロバコ）
ディーバ日本支部が阿佐ヶ谷の「アニメストリート」に設立した「創声力（エレメント）」育成機関。表向きはカフェショップに偽装されているが店員はすべてディーバ日本支部に所属する構成員たちである（店員以外にも、店内やベクターマシンなどを清掃する壮年の女性たちが数名勤務している）。
創声部（そうせいぶ）
ディーバが有能と目しスカウトした人材が所属するセクション。普段は朗読劇などを客の前で演じ、声や文字から「創声力」を生じる能力を鍛え上げ、有事の際にはベクターマシンに乗り込みロゴスワールドで「M.J.B.K」と戦う。なお「M.J.B.K」は「創声力」のみでしか倒せないため、一般的な戦闘訓練はしていない模様。
ネスタ（NESTA）
剣嵜荘厳が創設し、舞亜と総が所属する世界的IT企業。本社は日本にある「西新宿ネスタ・タワー」。
一般的には高いシェアを持つインターネットサービスを多数提供していることで知られているが、これらは剣嵜の最終目標である「人類世界が生み出す全ての文字情報を掌握・管理する」という高尚な理念を実現するための道具に過ぎない。
荘厳と総が行方不明になったことで一時は存亡の危機に立たされるが、新たなCEOを迎えわずか一カ月で株価を以前並みにまで上昇させた。また総が生還した後は総がCEOとなり、父の跡を継ぐこととなった。
創声力（そうせいりょく）
“創声エレメント”とも呼ばれる、従来作で言う「エレメント」能力に相当する能力。本作では特に「言葉（文字）」と「声」に特化した能力になっている。この力に秀でた者は「真理の力」を生み出すことができ、「M.J.B.K」に対抗しうる有効な手段となる。
本来、人間なら誰もが持っている力なのだが現在この能力を発現できる者は非常に稀であり、ディーバは創声力を持つ者をあらゆる手段を講じて発見・育成している。
自分の心と向き合うことでロゴスワールド内に四角錐の物体が出現し、判子を押すようにその人物に対応した文字を発現させる。
創声の書
剣嵜荘厳が発掘し所有している謎の書物。M.J.B.Kを生み出す際に使用する他、文字の意味を現実のものとする力を持つ。
文字戦争の後にキリュウの骸から生み出されたものであり、そのため現代のキリュウである総は自分自身を創声の書として扱うことができる。
ロゴスの石碑
創声の書と共に発掘され、ディーバが秘匿しているもの。結界の役目をしその周辺では創声の書の力が使えない。
後にM.J.B.K.と同じく『文字を喰らうモノ』である餓号機の起動キーであること、創声の書の力を寄せ付けないのもそのためであることが判明した。

### ロゴスワールド関連
ロゴスワールド（LOGOS WORLD）
人間世界とは異なる特殊な「文字の世界」。神話の時代、人が「文字」を創り出したことで、それまで「声」のみによって伝えられた「万物の真理」と微妙な乖離を起こしたことで誕生したと推測されている。
ロゴスワールドは人類が文明を発達させ文字を多用すると共に拡大していったが、いわゆる「ネット時代」の到来によりAA・顔文字などの「意味をなさない文字」が増加することで急速肥大化。さらに近年、「M.J.B.K」のような文字の異常現象の発生源にもなっており、密かに人類を脅かしている。
後述するM.J.B.Kもここで暴れて世界に影響を与えており、戦闘フィールドとしても登場する。
文字空間に突入できるのはベクターマシンのみであり、アクエリオンは文字空間内でしか合体できない。
M.J.B.K（モジバケ）
一言で言うと「文字のお化け」。“M.J.B.K”とは英称“Menace of Japanese with Biological Kinetic energy ”の略。訳としては「生体動的エネルギーを伴った日本語の脅威」といったところ。
文字が持つ本来の意味が前述した様々な要因で異常な変容を遂げたものであり、厳密に言えば「現象」と言うべき存在である。英称にもある通り日本（Japanese）で初めて確認されたものだが、現在は漢字を用いる他の文化圏でも集中的に発生している。現在のところ、漢字一字のみが変容している。
文字が“M.J.B.K”化すると、言葉を目で見ても何を意味するのかが分からなくなり、さらに侵食されるとその文字が関与する事象が歪曲していき、最終的にはその概念自体が抹消される。なお、この悪影響が発生し始めてようやく出現に気付く有様となっている。
全ての文字が“M.J.B.K”化すると、最悪の場合ヒトが連綿と築きあげてきた文化や歴史が全て崩壊する。
アクエリオンが装備する通常兵器による攻撃も弱体化には有効となるが、決定打を与えるには創声力が必要不可欠となる。無限拳のような必殺技でなくとも、変容した文字を相殺するような言葉を形成することで退治可能。

### 古代文字文明関連
古代文字文明
荘厳らが発掘に携わっていた古代文明。少なくとも1万2千年以上前に栄えていた。
『文字文明』と称されてはいるが本来は「声」によって栄えた文明であり、人々は時勢に応じた正しい声を発することで「真理の世界」にアクセスし、発した声の通りの結果を得ることができた（例えば、「雨」と口にすることで自在に雨を降らすことなどができた）。しかし声はその場限りのものであり、その内容を遠くに伝えたり後世に残すために文字が作られた。これがのちのロゴスワールド形成および文字戦争の原因となる。
文字戦争
1万2千年前に古代文字文明で起こった大きな戦争。
声による「真理の世界」との繋がりを頑なに信奉する者（真理の種族）と文字を用いる者（文字の種族）との間に起きた争い。
当初は真理の力で具現化した巨大人型兵器（通称「殺戮の天使」）により真理の種族が優勢だったが、文字の種族の青年・キリュウが真理の種族のリーダー格であったネスタを討ち破ることに成功する。しかしキリュウはその時にネスタの命を取ることをせずそれを切っ掛けとして二人は恋に落ちる。恋に落ちた二人は真理と文字両方の種族から狙われるようになり追い詰められるが、「アクエリオンロゴス」を真理の世界から呼び起こし戦争を止めるための戦いに身を投じる。
声が文字に力を与えるキリュウ、ネスタの二人とアクエリオンロゴスの圧倒的な力は殺戮の天使ですら止めることはできず、業を煮やした真理の種族は文字を概念ごと食らい尽くす「概念食いのアクエリオン」を作り上げる（このアクエリオンのコアは後の世に餓号機と呼ばれるようになる）。
これによりアクエリオンロゴスとキリュウとネスタは敗北。キリュウとネスタは処刑されるがネスタの深い絶望はアクリオンロゴスとの融合によって現実世界と真理の世界の隔たりとなる世界「ロゴスワールド」を生み出した。この隔壁とも呼べる世界の誕生により真理の種族は真理の世界へのアクセス（現象の具現化）が不可能となり急速に力を失い戦争は文字の種族の勝利となる。これ以降文字文化は飛躍的に発達し文字は必要不可欠のものとなっていく。
アクエリオンロゴス
本作のタイトルにもなっている存在。文字の種族であるキリュウと彼の恋人であり真理の種族であるネスタが創声力により呼び出し使役した。
荘厳はキリュウとネスタの力を欲し、キリュウとなるべき人間である総を引き取り、ネスタの複製品である舞亜を作らせた。
アイキャッチにおける漢字表記は「天空永龍王音語霊」。

## スタッフ
- 原作 - 河森正治・サテライト
- ロゴスコンセプト - 河森正治
- 監督 - 佐藤英一
- 助監督 - 筑紫大介
- シリーズ構成 - 熊谷純
- 文芸設定 - 河合宏之
- キャラクター原案・アニメーションキャラクターデザイン・総作画監督 - 豆塚隆
- サブキャラクターデザイン・プロップデザイン・総作画監督 - 西野文那
- メインアニメーター - 佐藤篤志、高橋和也、小田武士、下條祐未、山門郁夫
- 衣装デザイン協力 - 江端里沙
- アクエリオンデザイン - ブリュネ・スタニスラス
- メカニックデザイン - 池田幸雄
- M.J.B.Kデザイン - 宮崎真一
- メカプロップデザイン - 高倉武史
- 筆文字デザイン - 櫻井静城
- 美術設定 - 藤瀬智康
- 美術監督 - 森元茂
- 色彩設計 - 高木雅人、手倉森咲子
- 撮影監督 - 久保田淳
- 編集 - 兼重涼子
- CGプロデューサー - 青谷崇司
- CGディレクター - 後藤浩幸
- モニターグラフィックス - 石川寛貢
- 音響監督 - 清水洋史
- 音楽 - R・O・N
- 音楽制作 - フライングドッグ
- 音楽プロデューサー - 佐藤正和、福田正夫
- プロデューサー - 吉武真太郎、高野星来、中橋篤、横田真吾、伊藤将生、原裕和、塩谷佳之、石田忠也、伍賀一統、石塚正俊、矢田部行庸
- アニメーションプロデューサー - 渡部雄介、山田良輔
- アニメーション制作 - サテライト、C2C
- 製作 - Project AQUARION LOGOS（KADOKAWA、サテライト、加賀電子、AT-X、フライングドッグ、電通、TOKYO MX、バンダイ、バンダイナムコエンターテインメント、ソニー・ミュージックコミュニケーションズ、ホリプロ）

## 主題歌
オープニングテーマは過去2作と同じく菅野よう子が担当するが、歌はAKINOに代わりMay'nが担当する。菅野と組んでのリリースは『マクロスF』以来となる。May'nはフライングドッグの後輩である千菅春香と後期エンディングテーマをデュエットし、千菅が歌う作中歌を提供している。
オープニングテーマ
「ヤマイダレdarlin'」（第1話 - 第16話）
作詞 - Gabriela Robin / 作曲・編曲 - 菅野よう子 / 歌 - May'n
「夜明けのロゴス」（第17話 - 第26話）
作詞 - Gabriela Robin / 作曲・編曲 - 菅野よう子 / 歌 - May'n

エンディングテーマ
「ジュ・ジュテーム・コミュニケーション」（第1話 - 第16話）
作詞・作曲・編曲 - 清竜人 / 歌 - 千菅春香
「本当の声をあなたに預けたくて」（第17話 -  第26話）
作詞 - 東京かくれんぼ / 作曲 - 鈴木裕明 / 編曲 - NAOKI-T / 歌 - May'n featuring 千菅春香

挿入歌
「まーぼーどーふにふぉーりんらぶ」（第6話）
作詞・作曲・編曲 - R・O・N / 歌 - 海凪花嵐（小澤亜李）
「君との今日、わたしの声」（第10、22話）
作詞・作曲 - May'n / 編曲 - R・O・N / 歌 - 綺声神心音（千菅春香）
「創聖のアクエリオン」（第25話）
作詞 - 岩里祐穂 / 作曲・編曲 - 菅野よう子 / 歌 - AKINO from bless4
「君の神話〜アクエリオン第二章」（第25話）
作詞 - Gabriela Robin / 作・編曲 - 菅野よう子 / 歌 - AKINO with bless4

## 各話リスト
| 話数   | サブタイトル                   | 脚本       | 絵コンテ                | 演出                       | 作画監督 | 総作画監督      | 登場M.J.B.K |
| ------ | ------------------------------ | ---------- | ----------------------- | -------------------------- | --- | --------------- | ----------- |
| 第1話  | 叫べ！創声合体                 | 熊谷純     | 佐藤英一                | 高島大輔                   | 長坂寛治、大河内忍 山門郁夫（アクション）                                                                             | 豆塚隆          | 巻          |
| 第2話  | 照らせ！意志の光               | 熊谷純     | 佐藤英一                | 佐藤清光                   | 西野文那 | 豆塚隆          | 病          |
| 第3話  | 響け！私だけの夢               | 熊谷純     | 筑紫大介                | 筑紫大介                   | 塩川貴史、佐藤篤志 高橋和也、長坂寛治                                                                                 | 豆塚隆          | 夢          |
| 第4話  | 放て！心射る矢                 | 熊谷純     | 矢吹勉                  | 矢吹勉                     | キムゼヒョン | 西野文那        | 恋          |
| 第5話  | 取り戻せ！俺たちの夏           | 綾奈ゆにこ | 永居慎平                | たまだひろし               | 田辺謙司 | 豆塚隆          | 夏          |
| 第6話  | 灯せ！己の強さ                 | 熊谷純     | 高橋英俊                | 高橋英俊                   | 鈴木祥子 | 西野文那        | 断          |
| 第7話  | 燃やせ！救世の炎               | 熊谷純     | 三浦和也                | 高橋順                     | 安田祥子、森悦史 池原百合子                                                                                           | 豆塚隆          | 炎          |
| 第8話  | 貫け！虫の一分                 | 熊谷純     | 佐藤清光                | 池下博紀                   | 早乙女啓、三島千枝 キムゼヒョン                                                                                       | 西野文那        | 虫          |
| 第9話  | 晴らせ！誘いの影               | 熊谷純     | 佐藤英一                | 石川俊介                   | 山門郁夫、大河内忍 鯉川慎平                                                                                           | 山門郁夫 豆塚隆 | 影          |
| 第10話 | 届け！本当の声                 | 望月真里子 | 宮尾佳和                | 清水一伸                   | 福永純一、鈴木祥子 河野絵美                                                                                           | 西野文那        | 音          |
| 第11話 | 羽ばたけ！縛られた翼           | 熊谷純     | 三浦和也                | 高島大輔                   | 鯉川慎平 | 豆塚隆          | 渦          |
| 第12話 | 重ねろ！心と心                 | 熊谷純     | 青山弘                  | 矢吹勉                     | キムゼヒョン、山田真也                                                                                                | 西野文那        | 離          |
| 第13話 | 大勝利！我らが救世主           | 熊谷純     | 筑紫大介 三浦和也       | 筑紫大介                   | 長坂寛治、佐藤篤志 高橋和也、塩川貴史 大河内忍                                                                        | 豆塚隆          | 無          |
| 第14話 | 曝せ！最低の自分               | 熊谷純     | いわもとやすお          | いわもとやすお             | キムゼヒョン、福永純一                                                                                                | 西野文那        | 人          |
| 第15話 | 嗚呼！青春の日々               | 熊谷純     | 永居慎平                | 永居慎平                   | 安田祥子、近藤瑠衣 夏瀬悠李、白石悟                                                                                   | 豆塚隆          | 死          |
| 第16話 | 刻め！宿命の傷                 | 熊谷純     | そえたかずひろ          | 池下博紀                   | キムゼヒョン、飯島弘也                                                                                                | 西野文那        |             |
| 第17話 | 砕け！討つべきモノ             | 熊谷純     | 西澤晋                  | 筑紫大介 佐藤英一 山門郁夫 | 長坂寛治、佐藤篤志 高橋和也、塩川貴史 大河内忍、坂本俊太 齋藤温子、福永純一 吉川巧介、山門郁夫                        | 山門郁夫 豆塚隆 | 敵          |
| 第18話 | 吠えろ！正直な負け犬           | 熊谷純     | 高橋英俊                | 高橋英俊                   | 伊藤公崇 | 西野文那        | 嘘          |
| 第19話 | 恋せよ！阿佐ヶ谷               | 綾奈ゆにこ | いわもとやすお          | 大脊戸聡                   | 鯉川慎平、鶴元慎子 長坂寛治、大河内忍 坂本俊太、塩川貴史 山門郁夫                                                     | 豆塚隆          |             |
| 第20話 | 知れ！生まれた意味             | 熊谷純     | 佐藤清光                | 佐藤清光                   | キムゼヒョン | 西野文那        |             |
| 第21話 | 悲壮！背徳の合体               | 熊谷純     | 永居慎平                | 北川正人                   | 斉藤和也、近藤瑠衣 白石悟、木下由美子 坂本俊太                                                                        | 豆塚隆          | 笑          |
| 第22話 | 聞け！キミを呼ぶ声             | 熊谷純     | いわもとやすお          | いわもとやすお             | 齋藤温子、松本昌代 齋藤寛、北條直明 キムゼヒョン、池下博紀 久高司郎、福永純一 山田英子、太田彬彦                      | 西野文那        | 電          |
| 第23話 | 蘇れ！月夜の誓い               | 熊谷純     | 永居慎平                | 永居慎平                   | 鯉川慎平、鶴元慎子 馬場竜一、長坂寛治 佐藤篤志、高橋和也 大河内忍、坂本俊太 山門郁夫                                  | 豆塚隆          | 電          |
| 第24話 | 出撃！我が存在を賭けて         | 熊谷純     | 高橋英俊 いわもとやすお | 佐藤清光                   | キムゼヒョン | 西野文那        | 総          |
| 第25話 | 集え！明日を望む声             | 熊谷純     | 三浦和也                | 高橋英俊                   | 齋藤温子、谷口亜希子 西野文那                                                                                         | 西野文那        | 総          |
| 第26話 | 終わらない！アクエリオンロゴス | 熊谷純     | 佐藤英一                | 筑紫大介 佐藤英一          | 鯉川慎平、鶴元慎子 塩川貴史、長坂寛治 佐藤篤志、高橋和也 大河内忍、坂本俊太 山門郁夫、キムゼヒョン 齋藤温子、西野文那 | 豆塚隆          |             |

## 放送局
| 放送期間                | 放送時間                     | 放送局       | 対象地域 | 備考                              |
| ----------------------- | ---------------------------- | ------------ | -------- | --------------------------------- |
| 2015年7月3日 -12月25日  | 金曜 0:00 - 0:30（木曜深夜） | TOKYO MX     | 東京都   | 製作委員会参加                    |
|                         |                              | KBS京都      | 京都府   |                                   |
|                         | 金曜 0:30 - 1:00（木曜深夜） | とちぎテレビ | 栃木県   |                                   |
|                         |                              | 群馬テレビ   | 群馬県   |                                   |
|                         | 金曜 2:00 - 2:30（木曜深夜） | サンテレビ   | 兵庫県   |                                   |
|                         | 金曜 2:35 - 3:05（木曜深夜） | テレビ愛知   | 愛知県   |                                   |
| 2015年7月4日 - 12月26日 | 土曜 0:00 - 0:30（金曜深夜） | AT-X         | 日本全域 | 製作委員会参加 / リピート放送あり |
| 2015年7月6日 - 12月28日 | 月曜 1:30 - 2:00（日曜深夜） | BS11         | 日本全域 | BS放送 / 『ANIME+』枠             |

| 配信期間        | 配信時間                     | 配信サイト         | 備考                          |
| --------------- | ---------------------------- | ------------------ | ----------------------------- |
| 2015年7月21日 - | 火曜 0:00 - 0:30（月曜深夜） | ニコニコ生放送     |                               |
|                 | 火曜 0:00 更新（月曜深夜）   | GYAO!              | 第1話無料、第2話以降1週間無料 |
|                 | 火曜 0:30 更新（月曜深夜）   | ニコニコチャンネル | 第1話無料、第2話以降有料      |
|                 | 火曜 12:00 更新              | バンダイチャンネル | 第1話無料、第2話以降有料      |

## BD / DVD
| 巻 | 発売日         | 収録話                                               | 規格品番   | 規格品番   |
| 巻 | 発売日         | 収録話                                               | BD         | DVD        |
| -- | -------------- | ---------------------------------------------------- | ---------- | ---------- |
| 1  | 2015年10月28日 | 第1話 - 第2話 『創勢のアクエリオンEVOL』ノーカット版 | ZMXZ-10211 | ZMBZ-10221 |
| 2  | 2015年11月25日 | 第3話 - 第6話                                        | ZMXZ-10212 | ZMBZ-10222 |
| 3  | 2015年12月25日 | 第7話 - 第10話                                       | ZMXZ-10213 | ZMBZ-10223 |
| 4  | 2016年1月27日  | 第11話 - 第14話                                      | ZMXZ-10214 | ZMBZ-10224 |
| 5  | 2016年2月24日  | 第15話 - 第18話                                      | ZMXZ-10215 | ZMBZ-10225 |
| 6  | 2016年3月23日  | 第19話 - 第22話                                      | ZMXZ-10216 | ZMBZ-10226 |
| 7  | 2016年4月27日  | 第23話 - 第26話                                      | ZMXZ-10217 | ZMBZ-10227 |

## CD
- TVアニメーション「アクエリオンロゴス」O.S.T.（2015年9月23日、VTCL-60405）
- TVアニメーション「アクエリオンロゴス」O.S.T.2（2015年12月23日、VTCL-60417）

## Webラジオ
『ラジオ「アクエリオンロゴス」創声部』のタイトルでHiBiKi Radio Stationにて2015年7月2日から12月31日まで配信されていたWebラジオ番組。毎週木曜日に更新。パーソナリティは安達勇人（剣嵜総 役）、小澤亜李（海凪花嵐 役）、千菅春香（綺声神心音 役）が務めた。

## ゲーム
- クルセイド アクエリオンロゴス/創勢のアクエリオンEVOL（2015年11月27日）- カードゲーム、バンダイ
- アクエリオンロゴス×ナゾメイト　解き明かせ! M.J.B.Kの謎！（2015年10月30日～12月27日）- 体感型ゲーム、ナゾメイト